# باتريشيا تالمان
باتريشيا تالمان (بالإنجليزية: Patricia Tallman)‏ (من مواليد 4 سبتمبر 1957) هي ممثلة أمريكية وممثلة أداء حيلة ومديرة تنفيذية في الاستوديو تشتهر بأدوارها البطولية في فيلم
ليلة الموتى الأحياء، وعن ظهورها في مسلسل بابل 5. وهي المديرة التنفيذية السابقة والمنتج التنفيذي إستيديو جي أم أس.

## روابط خارجية
- باتريشيا تالمان على موقع IMDb (الإنجليزية)
- باتريشيا تالمان على موقع ألو سيني (الفرنسية)
- باتريشيا تالمان على موقع ميوزك برينز (الإنجليزية)
- باتريشيا تالمان على موقع أول موفي (الإنجليزية)
- باتريشيا تالمان على موقع قاعدة بيانات الأفلام السويدية (السويدية)
- باتريشيا تالمان على موقع ديسكوغز (الإنجليزية)
- باتريشيا تالمان على موقع قاعدة بيانات الفيلم (الإنجليزية)
- باتريشيا تالمان على موقع كينوبويسك (الروسية)